# WWE Backlash
WWE Backlash là sự kiện đấu vật chuyên nghiệp do công ty WWE của Hoa Kỳ sản xuất. Sự kiện được phát sóng trực tiếp và có sẵn thông qua hình thức trả tiền theo lượt xem (PPV) kể từ năm 1999 và thông qua phát trực tiếp kể từ năm 2016. Kể từ khi ra mắt vào năm 1999, 19 sự kiện đã được tổ chức, với lần tổ chức thứ 19 gần đây nhất diễn ra tại LDLC Arena ở Décines-Charpieu tại Metropolis of Lyon, Pháp vào ngày 4 tháng 5 năm 2024. Ngoại trừ các sự kiện được tổ chức từ năm 2016 đến năm 2020, khái niệm của chương trình dựa trên sự kiện hàng đầu của WWE là WrestleMania.
Sự kiện Backlash đầu tiên diễn ra vào tháng 4 năm 1999 là sự kiện PPV hàng tháng đầu tiên của WWE được tổ chức sau khi các chương trình In Your House ban đầu bị ngừng tổ chức, đây là các sự kiện PPV hàng tháng được tổ chức giữa các sự kiện PPV "Big Five" vào thời điểm đó: Royal Rumble, WrestleMania, King of the Ring, SummerSlam và Survivor Series. Sự kiện đầu tiên ban đầu được quảng cáo là một chương trình In Your House, nhưng thương hiệu đã bị hủy bỏ trước khi sự kiện diễn ra. Từ khi thành lập cho đến năm 2009, Backlash giữ vị trí là sự kiện PPV sau WrestleMania và được tổ chức hàng năm vào tháng 4, ngoại trừ sự kiện năm 2005 được tổ chức vào tháng 5. Sau sự kiện năm 2009, Backlash đã bị ngừng tổ chức và được thay thế bằng Extreme Rules vào năm 2010, nhưng sau bảy năm, sự kiện này đã được khôi phục vào năm 2016 và được tổ chức vào tháng 9 với tư cách là sự kiện PPV sau SummerSlam của năm đó. Các sự kiện năm 2017 và 2018 sau đó được tổ chức vào tháng 5, nhưng không phải là PPV hậu WrestleMania. Một sự kiện ban đầu được lên lịch vào tháng 6 năm 2019 nhưng đã bị hủy và thay thế bằng một sự kiện một lần có tên là Stomping Grounds. Backlash sau đó trở lại vào năm 2020 và được tổ chức vào tháng 6 năm đó. Sự kiện năm 2021 đã chuyển Backlash trở lại tháng 5 với tư cách là PPV hậu WrestleMania 37, do đó sự kiện đã trở lại khái niệm ban đầu với các sự kiện năm 2021 và 2022 có tên là WrestleMania Backlash, nhưng sự kiện năm 2023 đã trở lại tên ban đầu trong khi vẫn duy trì chủ đề hậu WrestleMania. Ngoài chủ đề này, sự kiện năm 2024 có tên là Backlash France vì đây là sự kiện PPV và phát trực tiếp đầu tiên của WWE được tổ chức tại Pháp, cũng như là Backlash đầu tiên được tổ chức bên ngoài Bắc Mỹ.
Sự kiện năm 2002 là PPV đầu tiên của WWE được tổ chức sau khi triển khai phần mở rộng thương hiệu ban đầu vào tháng trước. Với việc chia tách thương hiệu, các sự kiện vào năm 2002 và 2003 có sự góp mặt của các đô vật từ cả hai thương hiệu Raw và SmackDown, nhưng từ năm 2004 đến năm 2006, Backlash được tổ chức độc quyền cho thương hiệu Raw. Sau WrestleMania 23 năm 2007, các PPV độc quyền của thương hiệu đã bị ngừng, do đó các sự kiện từ năm 2007 đến năm 2009 có sự góp mặt của các đô vật từ Raw, SmackDown và ECW, thương hiệu sau được thành lập như một thương hiệu thứ ba vào năm 2006 nhưng đã bị giải tán vào năm 2010. Bản thân việc chia tách thương hiệu đã kết thúc vào năm 2011, nhưng đã được giới thiệu lại vào giữa năm 2016. Backlash sau đó đã được khôi phục thành PPV độc quyền của SmackDown vào năm đó và là PPV độc quyền thương hiệu đầu tiên của WWE trong lần tách thương hiệu thứ hai, và cũng là PPV độc quyền của SmackDown vào năm 2017. Sau WrestleMania 34 vào năm 2018, các PPV độc quyền thương hiệu một lần nữa bị ngừng, do đó các sự kiện kể từ đó đã có sự góp mặt của cả thương hiệu Raw và SmackDown.

## Địa điểm

### Tổ chức
|  | Sự kiện độc quyền Raw |  | Sự kiện độc quyền SmackDown |

| #                                                    | Sự kiện                      | Ngày      | Thành phố                    | Địa điểm                                   | Trận đấu tâm điểm | Tham khảo                 |
| ---------------------------------------------------- | ---------------------------- | --------- | ---------------------------- | ------------------------------------------ | --- | ------------------------- |
| 1                                                    | Backlash (1999)              | 25/4/1999 | Providence, Rhode Island     | Providence Civic Center                    | Stone Cold Steve Austin (c) vs. The Rock trận đấu No Holds Barred tranh đai WWF Championship với Shane McMahon là trọng tài khách mời | [ 1 ] [ 2 ] [ 3 ] [ 4 ]   |
| 2                                                    | Backlash (2000)              | 30/4/2000 | Washington, D.C.             | MCI Center                                 | Triple H (c) vs. The Rock tranh đai WWF Championship với Shane McMahon là trọng tài khách mời | [ 5 ] [ 6 ] [ 7 ]         |
| 3                                                    | Backlash (2001)              | 29/4/2001 | Rosemont, Illinois           | Allstate Arena                             | The Two Man Power Trip (Stone Cold Steve Austin (WWF) và Triple H (Intercontinental) vs. The Brothers of Destruction (The Undertaker và Kane) (Tag Team) trong trận đấu Winner Takes All tranh đai WWF Championship, WWF Intercontinental Championship, và WWF Tag Team Championship | [ 8 ] [ 9 ] [ 10 ] [ 11 ] |
| 4                                                    | Backlash (2002)              | 21/4/2002 | Kansas City, Missouri        | Kemper Arena                               | Triple H (c) vs. Hollywood Hulk Hogan tranh đai Undisputed WWF Championship | [ 12 ] [ 13 ] [ 14 ]      |
| 5                                                    | Backlash (2003)              | 27/4/2003 | Worcester, Massachusetts     | Worcester Centrum                          | Goldberg vs. The Rock | [ 15 ] [ 16 ] [ 17 ]      |
| 6                                                    | Backlash (2004)              | 18/4/2004 | Edmonton, Alberta, Canada    | Rexall Place                               | Chris Benoit (c) vs. Shawn Michaels vs. Triple H trong trận đấu tay ba tranh đai World Heavyweight Championship | [ 18 ] [ 19 ] [ 20 ]      |
| 7                                                    | Backlash (2005)              | 1/5/2005  | Manchester, New Hampshire    | Verizon Wireless Arena                     | Batista (c) vs. Triple H tranh đai World Heavyweight Championship | [ 21 ] [ 22 ] [ 23 ]      |
| 8                                                    | Backlash (2006)              | 30/4/2006 | Lexington, Kentucky          | Rupp Arena                                 | John Cena (c) vs. Edge vs. Triple H trong trận đấu tay ba tranh đai WWE Championship | [ 24 ] [ 25 ] [ 26 ]      |
| 9                                                    | Backlash (2007)              | 29/4/2007 | Atlanta, Georgia             | Philips Arena                              | John Cena (c) vs. Edge vs. Randy Orton vs. Shawn Michaels trong trận đấu fatal four-way tranh đai WWE Championship | [ 27 ] [ 28 ] [ 29 ]      |
| 10                                                   | Backlash (2008)              | 27/4/2008 | Baltimore, Maryland          | CFG Bank Arena                             | Randy Orton (c) vs. John "Bradshaw" Layfield vs. John Cena vs. Triple H trong trận đấu fatal four-way loại từng người tranh đai WWE Championship | [ 30 ] [ 31 ] [ 32 ]      |
| 11                                                   | Backlash (2009)              | 26/4/2009 | Providence, Rhode Island     | Dunkin' Donuts Center                      | John Cena (c) vs. Edge trong trận đấu Last Man Standing tranh đai World Heavyweight Championship |                           |
| 12                                                   | Backlash (2016)              | 11/9/2016 | Richmond, Virginia           | Richmond Coliseum                          | Dean Ambrose (c) vs. AJ Styles tranh đai WWE World Championship |                           |
| 13                                                   | Backlash (2017)              | 21/5/2017 | Rosemont, Illinois           | Allstate Arena                             | Randy Orton (c) vs. Jinder Mahal tranh đai WWE Championship |                           |
| 14                                                   | Backlash (2018)              | 6/5/2018  | Newark, New Jersey           | Prudential Center                          | Roman Reigns vs. Samoa Joe |                           |
| 15                                                   | Backlash (2020)              | 14/6/2020 | Orlando, Florida             | WWE Performance Center                     | Edge vs. Randy Orton |                           |
| 16                                                   | WrestleMania Backlash (2021) | 16/5/2021 | Tampa, Florida               | WWE ThunderDome ở Yuengling Center         | Roman Reigns (c) vs. Cesaro tranh đai WWE Universal Championship | [ 33 ]                    |
| 17                                                   | WrestleMania Backlash (2022) | 8/5/2022  | Providence, Rhode Island     | Dunkin' Donuts Center                      | Drew McIntyre và RK-Bro (Randy Orton và Riddle) vs. The Bloodline (Roman Reigns, Jey Uso, vàJimmy Uso) |                           |
| 18                                                   | Backlash (2023)              | 6/5/2023  | San Juan, Puerto Rico        | Coliseo de Puerto Rico José Miguel Agrelot | Cody Rhodes vs. Brock Lesnar |                           |
| 19                                                   | Backlash France              | 4/5/2024  | Décines-Charpieu, Lyon, Pháp | LDLC Arena                                 | Cody Rhodes (c) vs. AJ Styles tranh đai Undisputed WWE Championship |                           |
| 20                                                   | Backlash (2025)              | 10/5/2025 | St. Louis, Missouri          | Enterprise Center                          | | [ 34 ]                    |
| (c) – refers to the champion(s) going into the match |                              |           |                              |                                            | |                           |